# سوسک‌های مردارخوار
سوسک‌های مردارخوار (نام علمی: Silphidae) نام یک تیره از زیرراسته سوسک‌های همه‌چیزخوار است.